# Karabo Mothibi
Karabo Mothibi (né le 15 octobre 1996) est un athlète botswanais, spécialiste du sprint.

## Biographie
Le 7 mai 2016, il court le 100 m en 10 s 16 à Francistown, ce qui lui donne le minima pour les Jeux olympiques de Rio.

### Palmarès
| Date | Compétition                    | Lieu        | Résultat | Épreuve   | Performance |
| ---- | ------------------------------ | ----------- | -------- | --------- | ----------- |
| 2015 | Championnats d'Afrique juniors | Addis-Abeba | 2e       | 4 × 100 m | 40 s 95     |
| 2016 | Championnats d'Afrique         | Durban      | 6e       | 100 m     | 10 s 36     |
| 2016 | Championnats d'Afrique         | Durban      | 7e       | 4 × 100 m | 40 s 40     |
| 2018 | Championnats d'Afrique         | Asaba       | 8e       | 100 m     | 10 s 55     |

### Records
| Épreuve    | Performance | Lieu        | Date        |
| ---------- | ----------- | ----------- | ----------- |
| 100 mètres | 10 s 16     | Francistown | 7 mai 2016  |
| 200 mètres | 20 s 70     | Gaborone    | 22 mai 2016 |